# Cuetlajuchitlán
Cuetlajuchitlán (Náhuatl: Ort des Weihnachtssterns) ist eine bedeutende archäologische Fundstelle im mexikanischen Bundesstaat Guerrero, 35,5 km ostsüdöstlich von Iguala, nahe dem Ort Paso Morelos im Municipio Huitzuco de los Figueroa. Die Stätte wird der mittel- und spätpräklassischen Kultur von Mezcala zugerechnet.

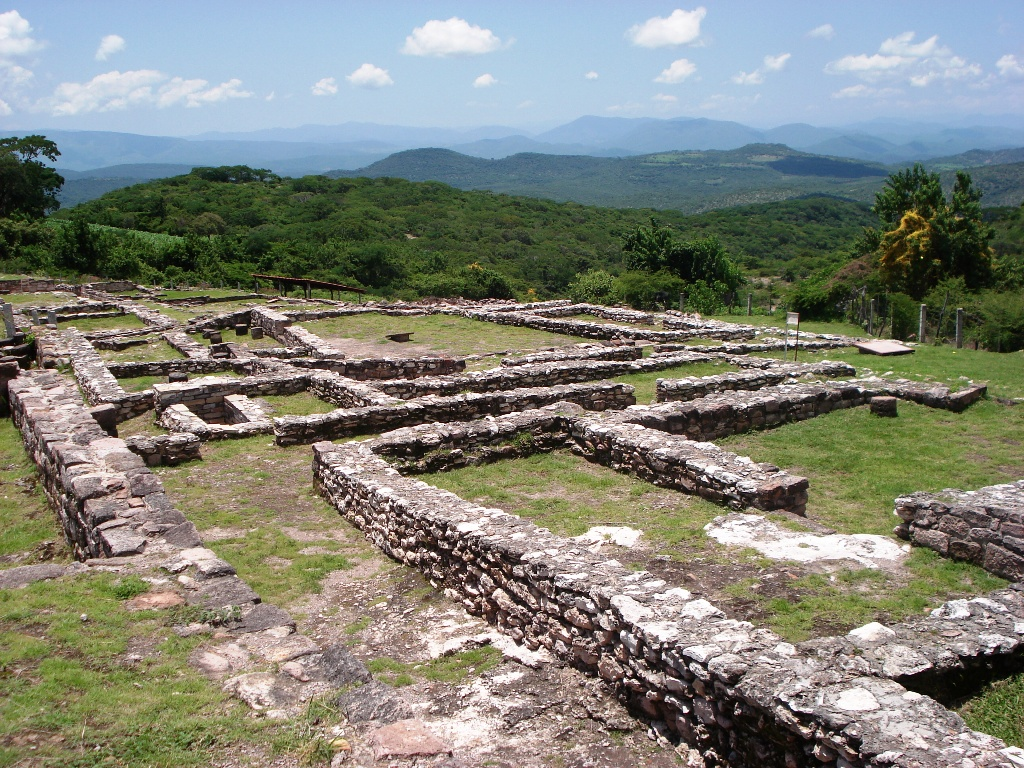
Wohnbereich von Cuetlajuchitlán

Der auf der Spitze eines Berges gelegene Fundort wurde erst im Jahre 1991 durch den Bau der Autobahn Cuernavaca–Acapulco bekannt, als ein begonnener Bergdurchschnitt Funde ans Licht brachte und zur Vermeidung von weiteren Zerstörungen ein Tunnel unter dem Fundort gebaut werden musste.

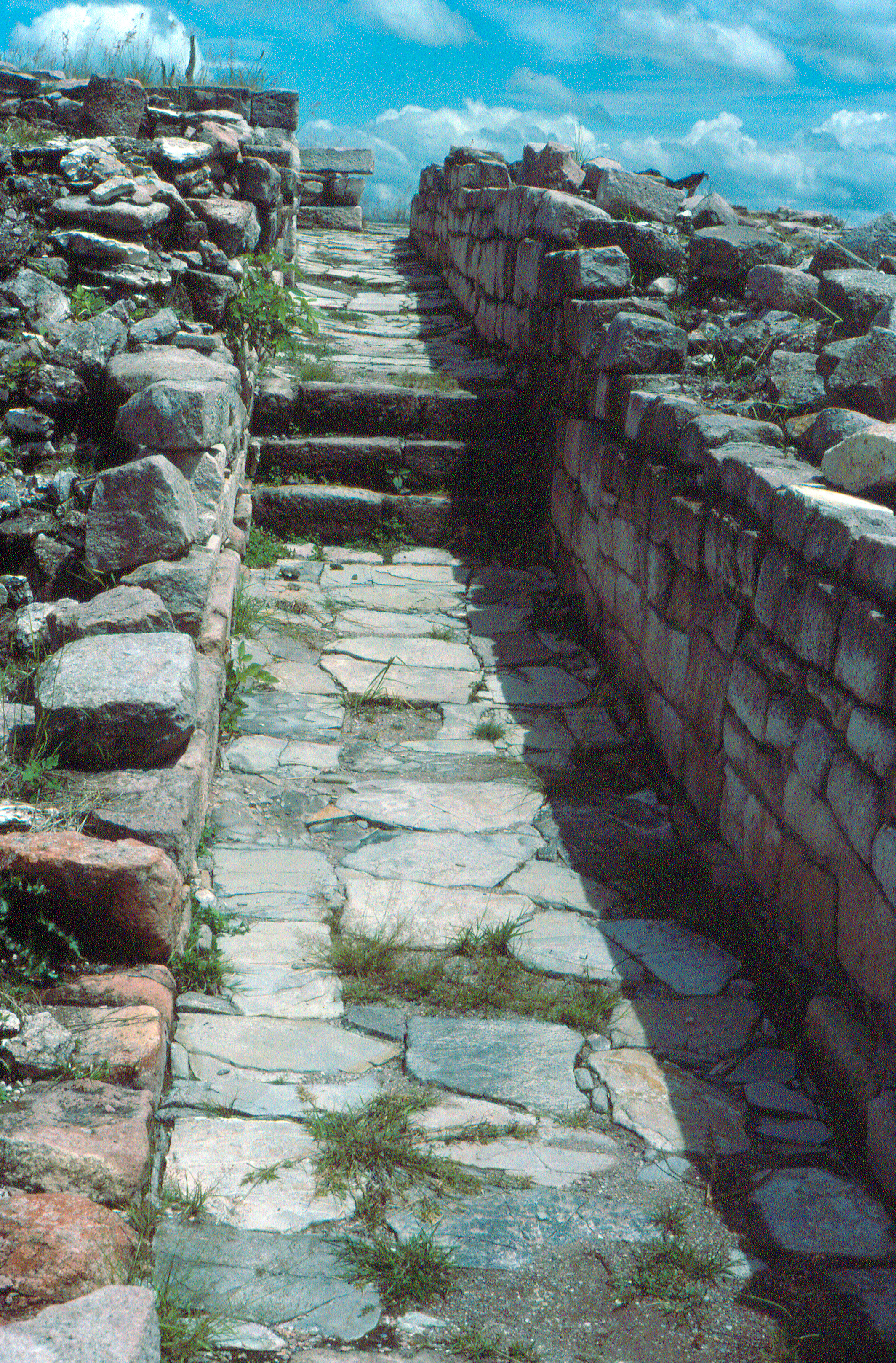
Straßenzug

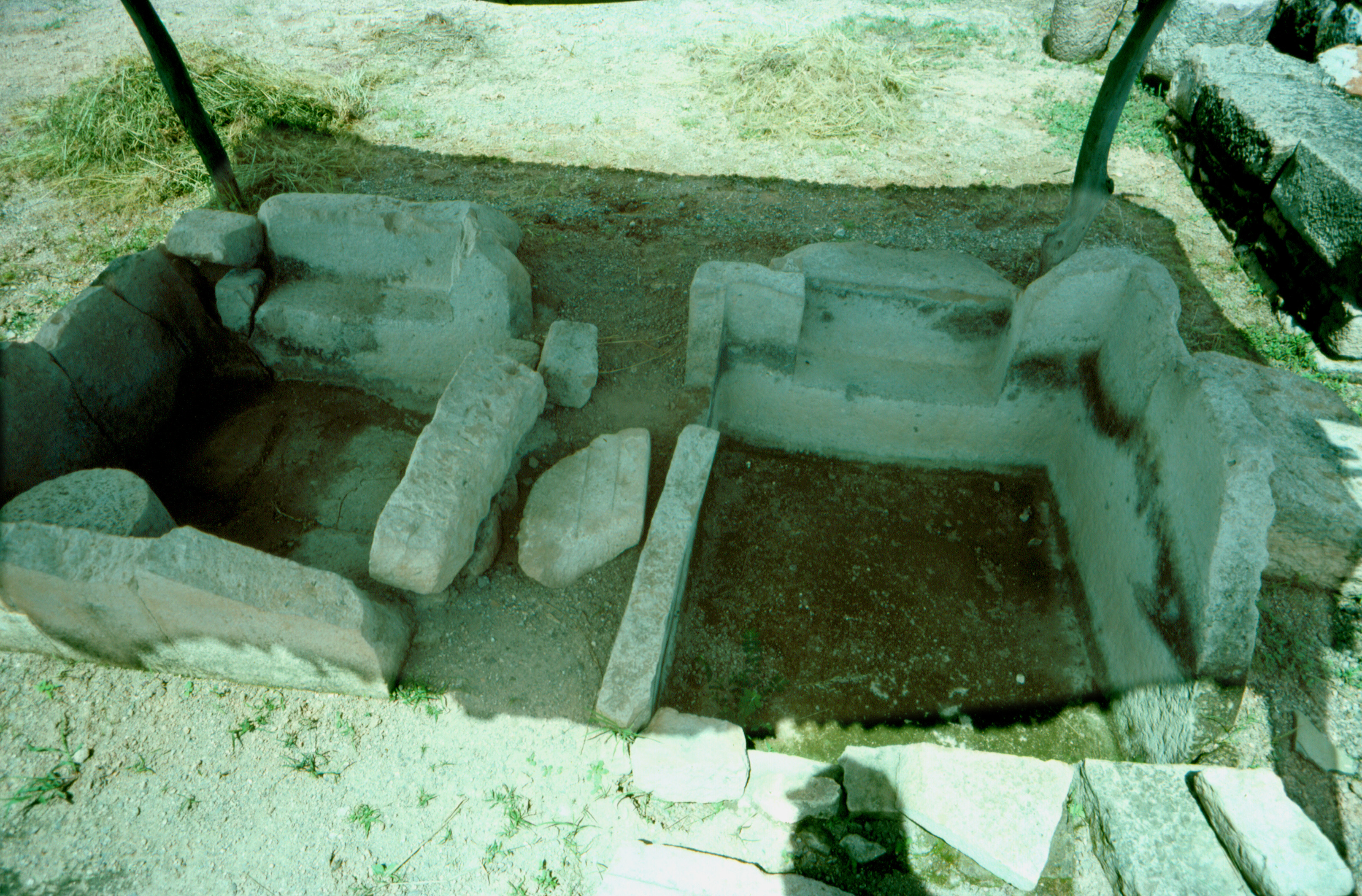
Monolithisches Becken

Von der über 35 ha Gelände bedeckenden Siedlung sind bisher nur knapp 2 ha freigelegt worden. Es handelt sich um räumlich gut organisierte Stadtanlage mit einem annähernd rechtwinkelig angeordneten Netz gepflasterter schmaler Straßen mit Treppen (die kein Hindernis darstellten, da Fahrzeuge unbekannt waren). Die freigelegten Bereiche umfassen zwei Zeremonialzonen und drei Wohnkomplexe. Zu den bemerkenswerten Funden der Zeremonialkomplexe gehören mehrere monolithische rechteckige Wannen mit senkrechten Seitenwänden (heute zumeist zerbrochen) und im Inneren einen aus dem Vollen herausgearbeiteten Sitz an der Westseite. Sie erinnern an ähnliche große Wannen, die an verschiedenen Fundorten im Grenzgebiet zwischen den Bundesstaaten Puebla und Tlaxcala wie in Xochitécatl ans Licht gekommen sind. Die zeremoniale Funktion dieser Becken ist eine Annahme auf Grund des Arbeitsaufwandes und der Lokalisierung innerhalb des Fundortes.